# IC 4604
IC 4604 bezeichnet einen Reflexionsnebel mit einem eingebetteten Stern (Rho Ophiuchi) im Sternbild Ophiuchus. Das Objekt wurde im Jahre 1882 von Edward Barnard entdeckt.